# CFMインターナショナル CFM56

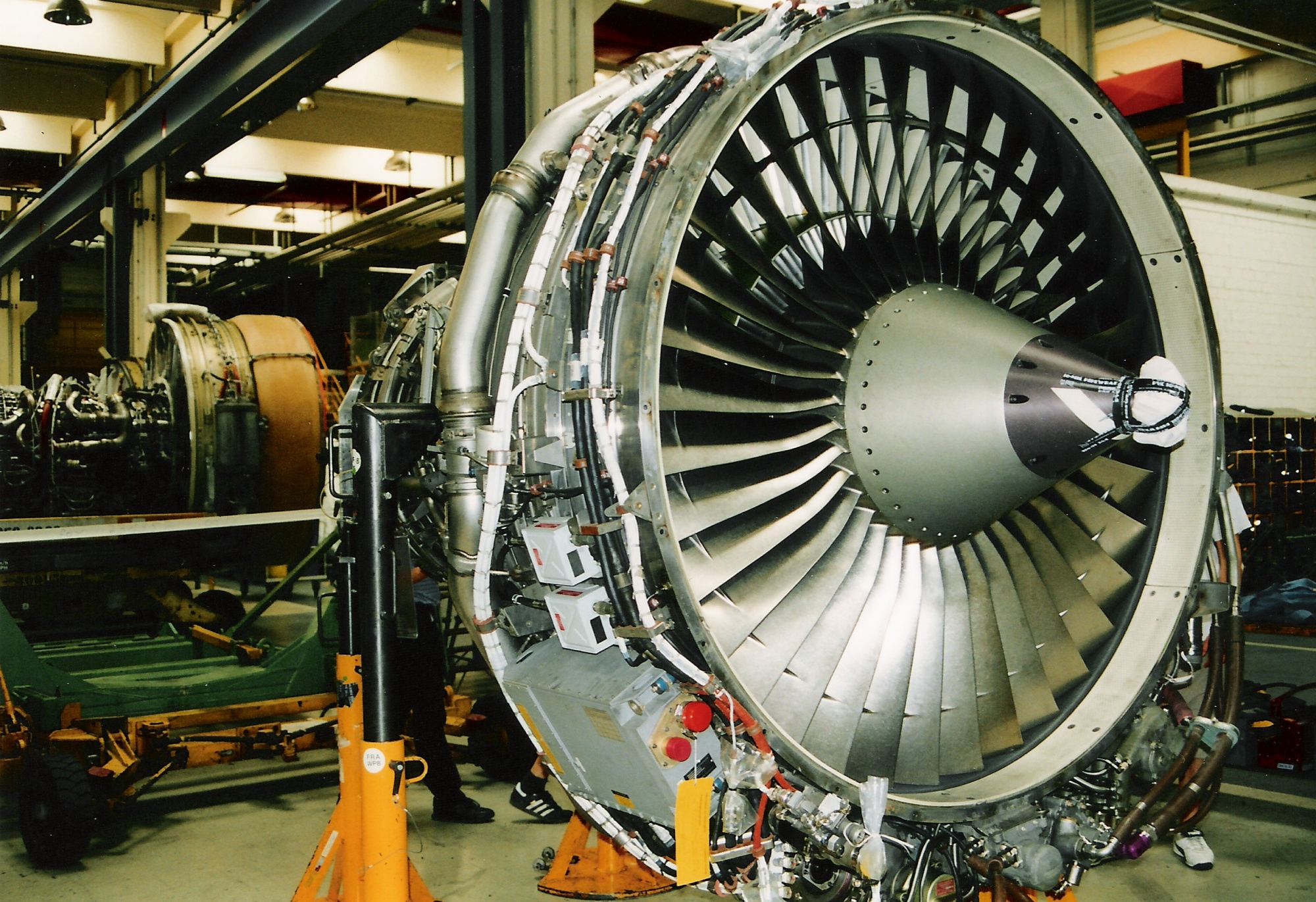
前から見たCFM56-5

CFMインターナショナル CFM56（アメリカ軍識別符号：F108）シリーズエンジンは、CFMインターナショナルによって開発、生産されている、推力が18,500-34,000ポンドの高バイパス比のターボファンエンジンである。CFMインターナショナルは、スネクマとゼネラルエレクトリックの出資比率が50%-50%の合弁事業である。GEは高圧タービン・高圧圧縮機・燃焼器など、スネクマはファン・低圧タービン・ギアボックスなどを生産している。最終組み立ては、GEとスネクマのそれぞれの工場（GEはアメリカオハイオ州 Evendale、スネクマはフランスVillaroche）で行われ、完成後の販売はCFMインターナショナルが行う。
CFM56の最初の運転は1974年で、当初政治的な問題があったにもかかわらず、現在では最も普及したターボファンエンジンの一つになっており、主要な4型式はこれまで世界中で20,000基以上生産されている。
世界で最も多く生産された旅客機であるボーイング737を始め、エアバスA320やA340などのパワープラントとして採用されているため、CFM56の生産数は多い。他にもアメリカ空軍のKC-135R空中給油機のエンジン更新プログラムにおいてF108として採用され、KC-135AのJ57 ターボジェットエンジンから大きな性能向上を果たした例がある。エアバスA340-200と300 シリーズにおいてはCFM56-5Cのみが採用され、同様にエアバスA320でも搭載される。
運用開始当初はファンブレードに起因する事故を複数回経験しており、その中にはブリティッシュミッドランド航空92便不時着事故も含まれる。しかしながら、エンジンの改良によって解決された。2010年1月の時点において、CFM56の累計飛行時間は47,000万時間以上（53,000年に相当）に達する。

## 歴史
次世代の民間機用の推力"10トン"（20,000lbf 89kN）級の高バイパスターボファンエンジンの研究は、1960年代末に始まった。これまでに開発したエンジンの大半が軍用エンジンだったスネクマは、市場参入のために、このクラスのエンジンの設計と製造の商業的な経験のあるパートナーを探していた。スネクマは、潜在的なパートナーとしてプラット&ホイットニー、ロールス・ロイス、ゼネラル・エレクトリックを検討していたが、GEの"Gerhard Neumann"とスネクマの"Rene Ravaud"の二人の幹部が1971年のパリ航空ショーで決めるまで待たなければならなかった。共同事業により両者の利害が一致すると見られ、さらに数回の会合があり、合弁事業の基本的な枠組みができた。
プラット&ホイットニーは当時、民間機市場において寡占的な地位を築いていた。GEは、このクラスにおけるエンジンを必要としており、スネクマは、以前にエアバスA300用のCF6-50の生産で、彼らと共に仕事をした経験があった。プラット&ホイットニーは、単独の投機的事業としてJT8DをアップグレードしてCFM56と同等のクラスとする事を検討しており、ロールス・ロイスは当時、経営危機により新しいエンジンの開発に着手できなかった。このような状況で、この計画にGEが最良のパートナーの座を得ることになった。
GEが合弁事業に興味を示した主要な理由は、独自に推力10トンのエンジンを開発するよりも、開発の期間中、スネクマが開発費の資金源になるからであった。GEは当初、B-1B爆撃機向けに開発された、遥かに先進的なゼネラル・エレクトリック F101の技術よりも、CF6 エンジンの技術のみを検討していた。しかし、同社は1972年にアメリカ空軍（USAF）の発表した10トン級のエンジン開発予算を含む先進中型短距離離着陸機（AMST）計画に直面した事により、スネクマと"制限された"技術の10トン級エンジンを開発するか、独自に類似の"先進的な"エンジンを開発するか、のジレンマに陥った。もし、（プラット&ホイットニーとGEの部門と、"先進的"エンジンの受注を競って）空軍の入札を得られなかった場合、経営資源配分の観点から、"制限された"エンジンの開発から離れる事が検討され、GEはF101の核心技術の輸出許可を得ることを決めた。

### 輸出問題
GEは、1972年に10トンエンジン計画においての彼らの成果の輸出許可を得た。しかしながら、商務省武器管理局は、核心技術が国防省の予算（ひいてはアメリカの納税者による税金）で開発されたB-1爆撃機が、戦略国家防衛の一端を担っており、フランスへ技術が輸出される事により、この計画におけるアメリカの労働者の人数が限られるという理由により、安全保障上の観点から拒絶を推奨した。公式決定は、国家安全保障決定覚書に、国家安全保障問題担当大統領補佐官のヘンリー・キッシンジャーが、1972年9月19日に調印した事によりなされた。
拒絶の根拠として、国家安全保障上の懸念が挙げられていたが、報告によると高水準の政治的な駆け引きが、同様に重要な役割を果したとされる。計画と関連する輸出問題を、フランス大統領ジョルジュ・ポンピドゥーは重要視し、契約を承認するように、1971年にアメリカ合衆国大統領リチャード・ニクソンに直接働きかけ、キッシンジャーはポンピドゥー大統領との1972年の会合で問題を提起した。GEは、幹部が市場の半分を持つ事は、もし、スネクマがGEの貢献なしに独自にエンジンを開発した場合、彼らが怒ると信じていた、何も市場を得られない状態よりはましであると主張したと報告される。しかしながら、ニクソン政権の行政当局は、この計画はアメリカの航空の分野における主導的地位の終焉の始まりになる事を懸念した。
同様に拒絶した場合、報復として、スイスがアメリカ製のA-7 コルセア IIを導入する代わりに、フランス製のダッソー・ミランを導入するように、フランスが働きかけるかも知れないという憶測があった。結局、スイスはどちらも導入せず、ノースロップ社のF-5E タイガーIIを導入した。

#### 1973年のニクソン-ポンピドゥー会談

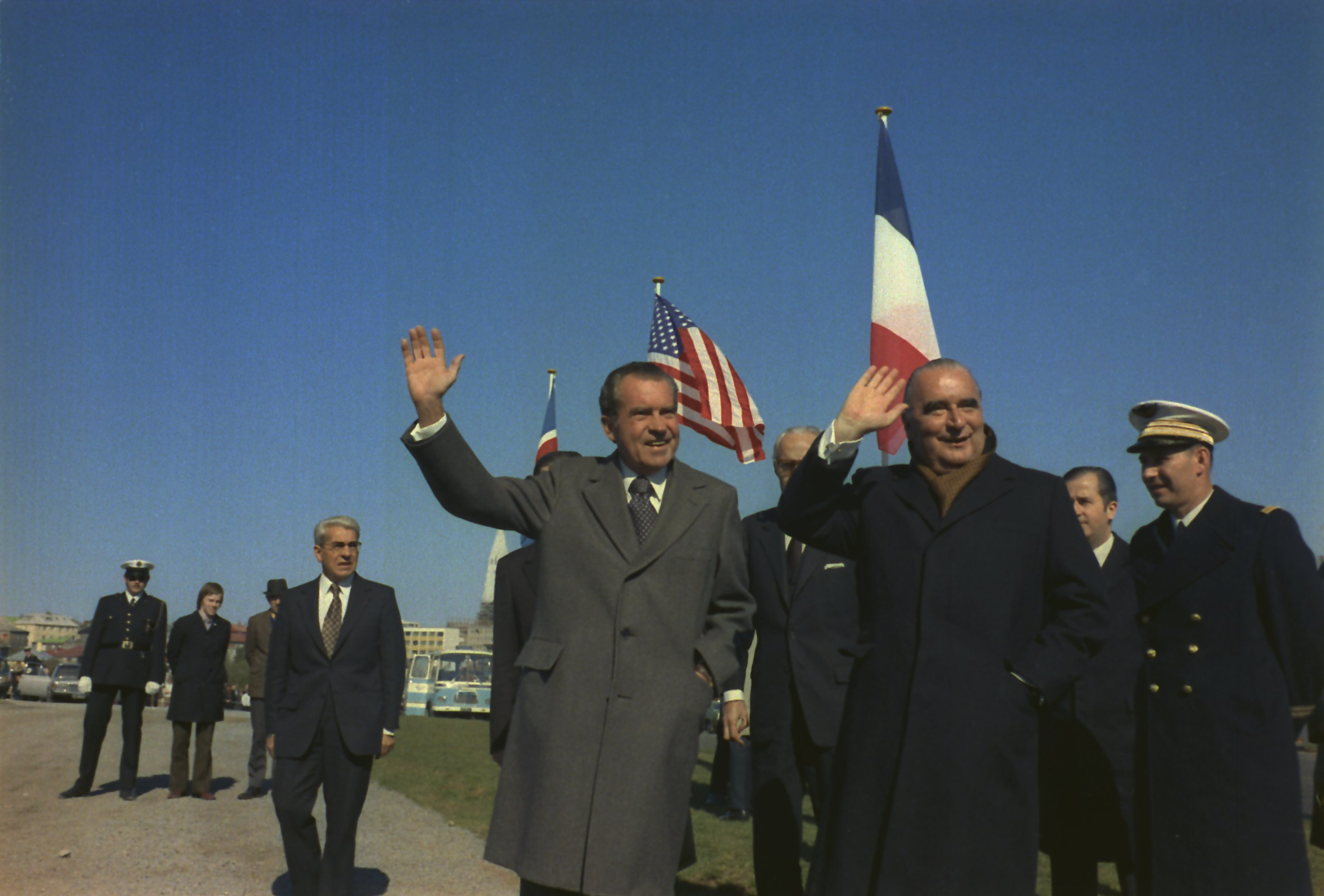
アイスランドのレイキャヴィークでの1973年のアメリカ–フランス首脳会談にて、アメリカ合衆国大統領のニクソン（左）とフランス大統領ポンピドゥー（右）

輸出許可が拒絶中にもかかわらず、フランスとGEは、ニクソン政権の行政当局に、F101の技術の輸出許可の承認依頼を継続した。
努力は、拒絶後数ヶ月にわたって続き、1973年のニクソン大統領とポンピドゥー大統領のレイキャヴィークでの首脳会談の議題になる原動力になった。この時の交渉の結果、CFM56の開発に向けた合意がなされた。機密技術であるにもかかわらず、アメリカで生産された、GEが軍用のF101を元に開発したエンジンのコアをフランスに運び、新開発のエンジンの原型にする事を保障する合意が形成された。同様に、アメリカ政府によるF101 エンジンのコアの開発費の償還として、アメリカ政府に$8,000万ドル（計算によると、エンジン1基につき$2万ドル）支払う事が、合弁事業において合意された。2007年に機密解除された文書によると、CFM56輸出協定の重要な要素として、フランス政府がヨーロッパに輸入されるアメリカの航空機に対する関税を求めないことに合意した事が明らかになった。

### CFM インターナショナル
輸出問題が解決したことにより、GEとスネクマは、推力10トン級のCFM56 エンジンの生産と販売のための、出資比率50対50の合弁事業であるCFMインターナショナル（CFMI）の設立に合意した。合弁事業は、公式には1974年に設立された。CFMIには、GEとスネクマの間のマネジメントと、エンジンを個別の顧客のために販売と整備をする、という主要な二つの役割があった。CFMIは、計画のために日々、決定を行った。主要な決定（一例として派生機種の開発）は、GEとスネクマによるマネジメントに先行する必要があった。
CFMIの取締役は、スネクマとGE（それぞれ5人ずつ）で分ける。CFMIの社長を助ける二人の副社長は、両社からそれぞれ一人ずつ選出される。社長は、スネクマから選出される傾向があり、オハイオ州シンシナティのGEの近くに本社を構える。
GEは、高圧タービン（HPT）、高圧圧縮機（HPC）、燃焼器など、スネクマはファン・低圧圧縮機（LPC）、低圧タービン（LPT）、ギアボックスなどを生産している。このエンジンの最終組み立ては、アメリカのGEのオハイオ州 Evendaleと、フランスのスネクマのVillarocheの、それぞれの工場で行われる。スネクマは同様に構造体、統合技術、ナセルの設計を担当し、当初は減速機もスネクマが担当していたが、GEの担当する部品と組み立てる効率を高めるために作業はGEに移行した。

## 各型

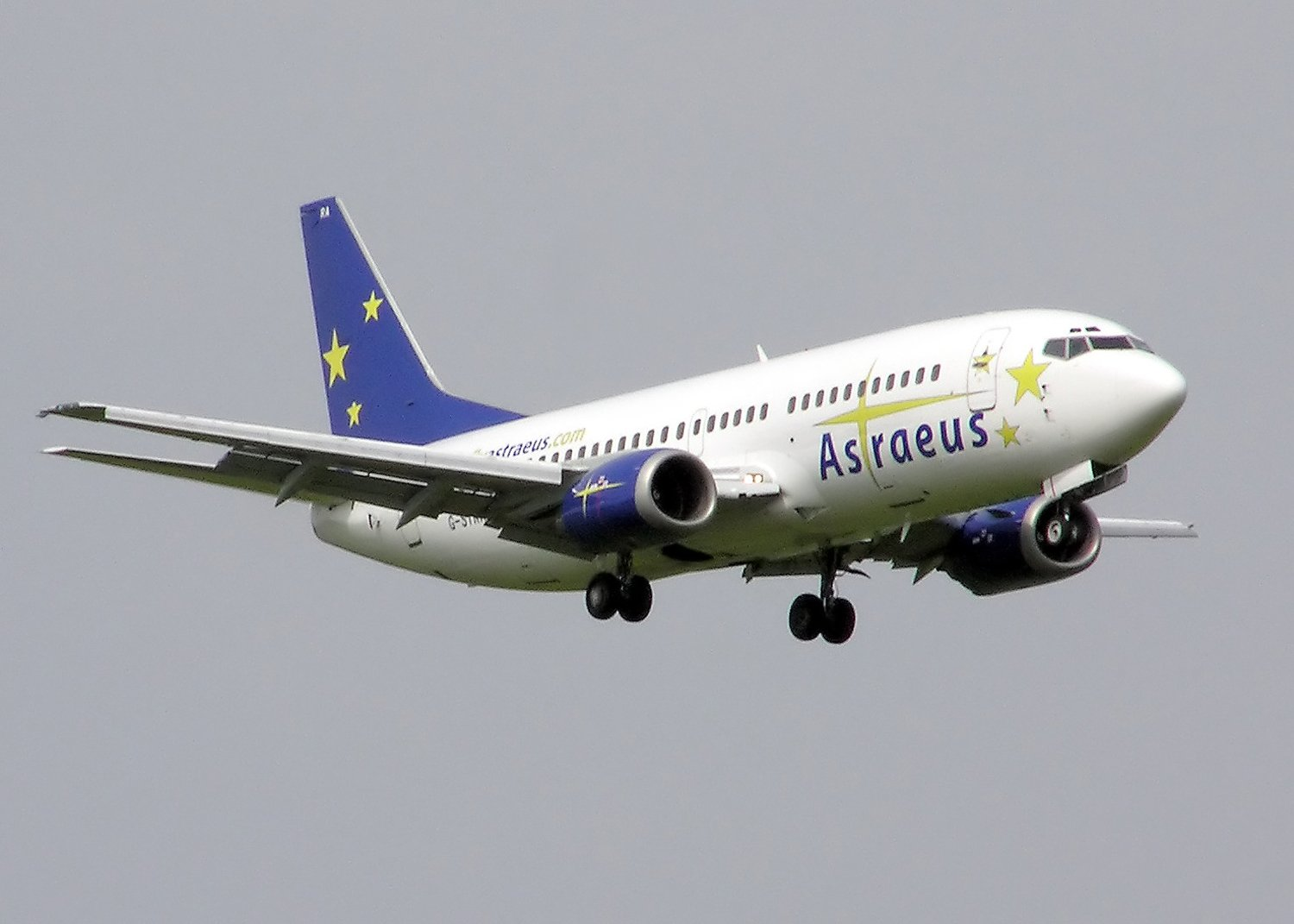
CFM56-3 シリーズエンジンは、ボーイング737-300旅客機に搭載されている。地面とのクリアランスの制約から、エアインテークの底が平らになっている

CFM56は、短距離から中距離、長距離までの各種航空機に採用されている。
B-1B爆撃機向けのF101 エンジンを元に開発され、1982年に運用を開始してから1万3,000基が生産された。

### CFM56-2 シリーズ
初期のシリーズで推力が22,000-24,000lbf重量ポンド（98-108kN）である。最初の採用は1982年、ダグラス DC-8のエンジン換装であった。
軍制式型式として F108-CF-100 を名乗る。
| 形式             | 推力                | バイパス比 | 圧縮比 | 乾燥重量            | 搭載機                           |
| ---------------- | ------------------- | ---------- | ------ | ------------------- | -------------------------------- |
| CFM56-2A-2（-3） | 24,000 lbf (110 kN) | 5.9        | 31.8   | 4,820 lb (2,190 kg) | E-3 セントリー, E-6 マーキュリー |
| CFM56-2B1        | 22,000 lbf (98 kN)  | 6.0        | 30.5   | 4,671 lb (2,120 kg) | KC-135R ストラトタンカー, RC-135 |
| CFM56-2C1        | 22,000 lbf (98 kN)  | 6.0        | 31.3   | 4,653 lb (2,110 kg) | ダグラス DC-8-70                 |

### CFM56-3 シリーズ
ボーイング737-300/-400/-500 シリーズ向けに開発された。静止時における推力は18,500-23,500lbf（82-105kN）である。
1984年1月に連邦航空局の認証を取得した。これまでに3,975基のエンジンがボーイング737-300/-400/-500 シリーズ向けに生産された。ターボファンエンジンの生産数としては最大である。
| 形式       | 推力                | バイパス比 | 圧縮比 | 乾燥重量            | 搭載機                                                     |
| ---------- | ------------------- | ---------- | ------ | ------------------- | ---------------------------------------------------------- |
| CFM56-3B-1 | 20,000 lbf (89 kN)  | 6.0        | 27.5   | 4,276 lb (1,940 kg) | ボーイング 737-300, ボーイング 737-500                     |
| CFM56-3B-2 | 22,000 lbf (98 kN)  | 5.9        | 28.8   | 4,301 lb (1,950 kg) | ボーイング 737-300, ボーイング 737-400                     |
| CFM56-3C-1 | 23,500 lbf (100 kN) | 6.0        | 30.6   | 4,301 lb (1,950 kg) | ボーイング 737-300, ボーイング 737-400, ボーイング 737-500 |

### CFM56-5 シリーズ
CFM56-5 シリーズは、エアバス向けに開発された。推力は22,000-34,000lbf（98-151kN）である。ボーイング向けとの差異は、エンジンの制御に電子制御FADECを取り入れた事である。3種類の派生型があり、それぞれCFM56-5A、CFM56-5BとCFM56-5Cである。CFM56-5AとCFM56-5BはETOPS対応である。
CFM56-5Cは、4発機であるエアバスA340向けである。
| 形式      | 推力                 | バイパス比 | 圧縮比 | 乾燥重量            | 搭載機       |
| --------- | -------------------- | ---------- | ------ | ------------------- | ------------ |
| CFM56-5A1 | 25,000 lbf (111 kN)  | 6.0        | 31.3   | 4,995 lb (2,270 kg) | エアバスA320 |
| CFM56-5A3 | 26,500 lbf (118 kN)  | 6.0        | 31.3   | 4,995 lb (2,270 kg) | エアバスA320 |
| CFM56-5A4 | 22,000 lbf (97.9 kN) | 6.2        | 31.3   | 4,995 lb (2,270 kg) | エアバスA319 |
| CFM56-5A5 | 23,500 lbf (105 kN)  | 6.2        | 31.3   | 4,995 lb (2,270 kg) | エアバスA319 |

CFM56-5B シリーズ
| 形式      | 推力                | バイパス比 | 圧縮比 | 乾燥重量            | 搭載機                       |
| --------- | ------------------- | ---------- | ------ | ------------------- | ---------------------------- |
| CFM56-5B1 | 30,000 lbf (130 kN) | 5.5        | 35.4   | 5,250 lb (2,380 kg) | エアバスA321                 |
| CFM56-5B2 | 31,000 lbf (140 kN) | 5.5        | 35.4   | 5,250 lb (2,380 kg) | エアバスA321                 |
| CFM56-5B3 | 33,000 lbf (150 kN) | 5.4        | 35.5   | 5,250 lb (2,380 kg) | エアバスA321                 |
| CFM56-5B4 | 27,000 lbf (120 kN) | 5.7        | 32.6   | 5,250 lb (2,380 kg) | エアバスA320                 |
| CFM56-5B5 | 22,000 lbf (98 kN)  | 6.0        | 32.6   | 5,250 lb (2,380 kg) | エアバスA319                 |
| CFM56-5B6 | 23,500 lbf (100 kN) | 5.9        | 32.6   | 5,250 lb (2,380 kg) | エアバスA319                 |
| CFM56-5B7 | 27,000 lbf (120 kN) | 5.7        | 35.5   | 5,250 lb (2,380 kg) | エアバスA319, エアバスA319CJ |
| CFM56-5B8 | 21,600 lbf (96 kN)  | 6.0        | 32.6   | 5,250 lb (2,380 kg) | エアバスA318                 |
| CFM56-5B9 | 23,300 lbf (100 kN) | 5.9        | 32.6   | 5,250 lb (2,380 kg) | エアバスA318                 |

CFM56-5C シリーズ

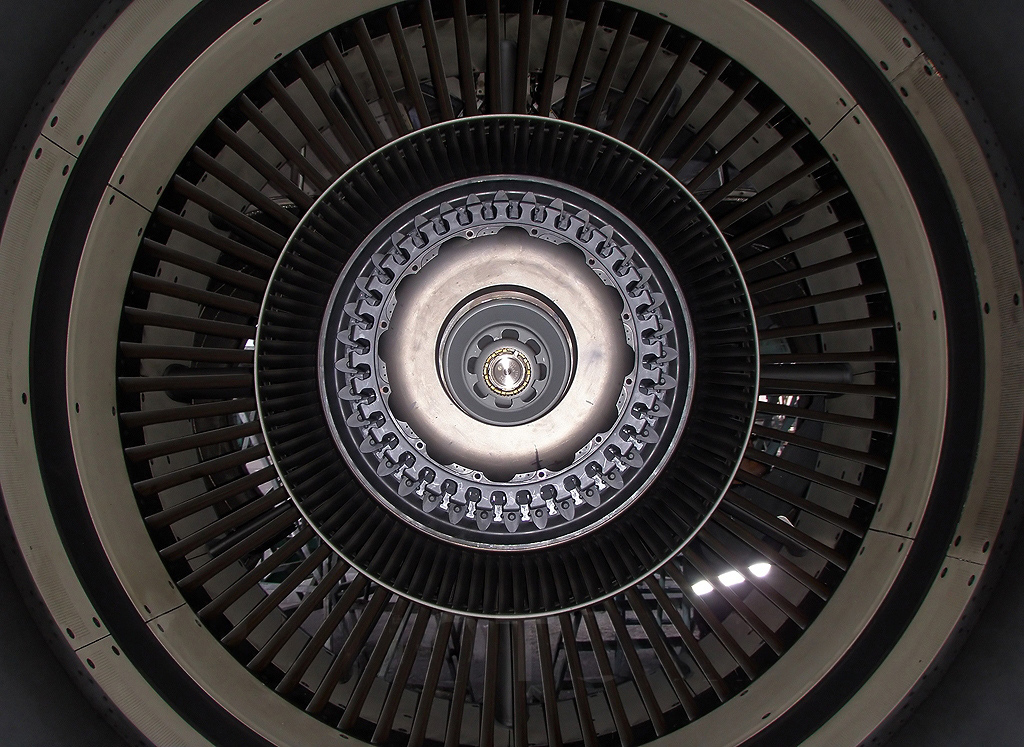
エアバス A319-112に搭載されたCFM56-5B6

推力が31,200-34,000lbf（139-151kN）のCFM56-5C シリーズは、CFM56 ファミリーでは最も強力である。エアバスの長距離型A340-200と-300旅客機に搭載され、1993年から運用される。主な変更点は、ファンの大径化、第5低圧タービンと4段低圧圧縮機が-5Bから追加された。
他のCFM56 シリーズとは異なり、-5Cは効率を高めるために混合式排気ノズルを特徴とする。
| 形式      | 推力                | バイパス比 | 圧縮比 | 乾燥重量            | 搭載機                |
| --------- | ------------------- | ---------- | ------ | ------------------- | --------------------- |
| CFM56-5C2 | 31,200 lbf (139 kN) | 6.6        | 37.4   | 8,796 lb (3,990 kg) | エアバスA340-200/-300 |
| CFM56-5C3 | 32,500 lbf (145 kN) | 6.5        | 37.4   | 8,796 lb (3,990 kg) | エアバスA340-200/-300 |
| CFM56-5C4 | 34,000 lbf (151 kN) | 6.4        | 38.3   | 8,796 lb (3,990 kg) | エアバスA340-200/-300 |

### CFM56-7 シリーズ

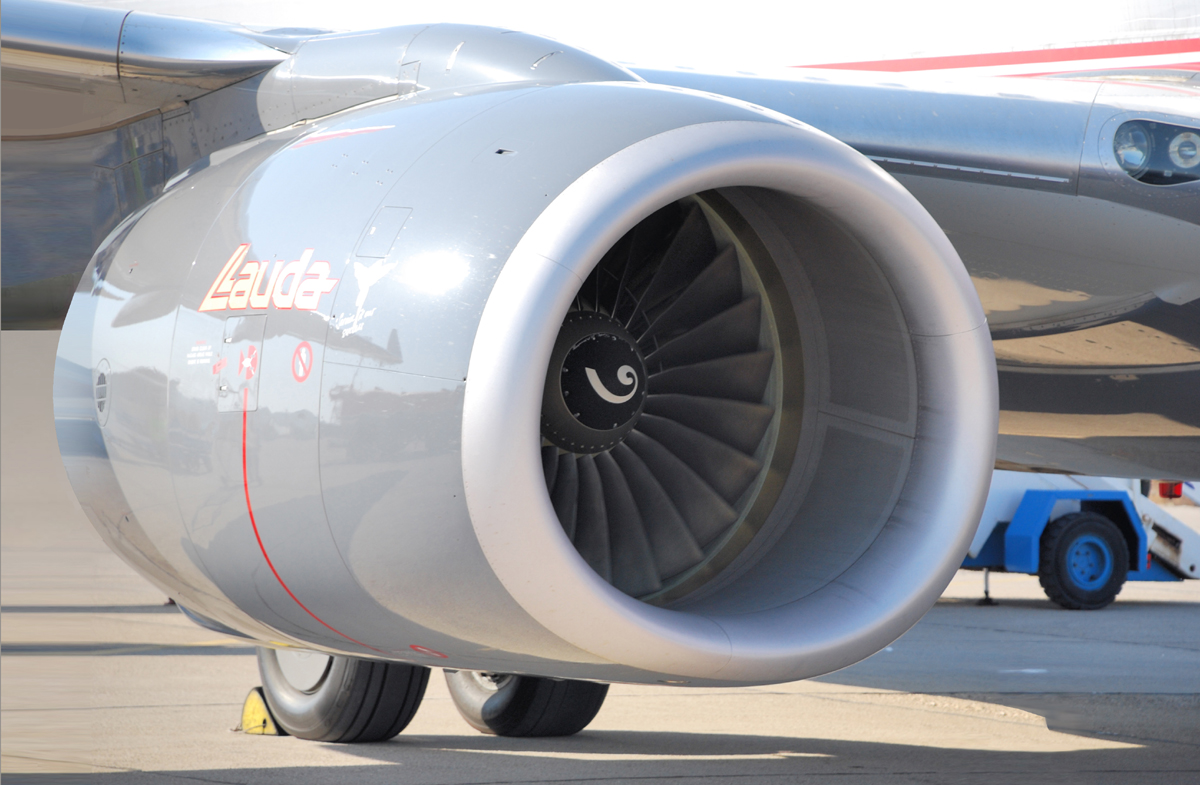
ボーイング 737-800のCFM56-7

CFM56-7は、ボーイング737-600/-700/-800/-900向けである。1994年から運用されるCFM56-7は、離陸時の推力が19,500-27,300lbf（86.7 kN から 121 kN）である。
CFM56-3 シリーズより高推力、高効率、低維持費を実現している。FADEC、二重アニュラ型燃焼器などの増進された内部設計の様にCFM56-5 シリーズの多くの特徴を備える。機構的な配置は-3 シリーズを踏襲しているが、ファンの直径は61.0インチに拡大された。
一例として幅広のファンブレードによりファンブレードの枚数が38から24に削減された。他に高圧タービンに単結晶を使用するように改良された。
CFM56-7-を搭載したボーイング737は、180分（ETOPS）の認可を連邦航空局から受けている。NG737の軍用版、C-40、P-8、ウェッジテイルの動力としても使用される。-7/B18のバイパス比は5.5、圧縮比は32.7、空気流量は677lb/s。総推力は1万9,500lbfである。
CFM56-5B/5C/7は、本質的に同一の高圧圧縮機（HP）を持つ。HPの部品は5B/5C/7と共通化が進んでいる。2重アニュラ型燃焼器（DAC）は少数派で、大半はSACである。
| 形式       | 推力                 | バイパス比 | 圧縮比 | 乾燥重量            | 搭載機                                                              |
| ---------- | -------------------- | ---------- | ------ | ------------------- | ------------------------------------------------------------------- |
| CFM56-7B18 | 19,500 lbf (86.7 kN) | 5.5        | 32.8   | 5,216 lb (2,370 kg) | ボーイング 737-600                                                  |
| CFM56-7B20 | 20,600 lbf (91.6 kN) | 5.5        | 32.8   | 5,216 lb (2,370 kg) | ボーイング 737-600, ボーイング 737-700                              |
| CFM56-7B22 | 22,700 lbf (101 kN)  | 5.3        | 32.8   | 5,216 lb (2,370 kg) | ボーイング 737-600, ボーイング 737-700                              |
| CFM56-7B24 | 24,200 lbf (108 kN)  | 5.3        | 32.8   | 5,216 lb (2,370 kg) | ボーイング 737-700, ボーイング 737-800, ボーイング 737-900          |
| CFM56-7B26 | 26,300 lbf (117 kN)  | 5.1        | 32.8   | 5,216 lb (2,370 kg) | ボーイング 737-700, ボーイング 737-800, ボーイング 737-900          |
| CFM56-7B27 | 27,300 lbf (121 kN)  | 5.1        | 32.8   | 5,216 lb (2,370 kg) | ボーイング 737-800, ボーイング 737-900, ボーイング ビジネスジェット |

## 将来
CFMインターナショナルでは、現在LEAP-X(56)として知られる新型エンジンの計画が進行中である。CFM56-5BとCFM56-7の後継機と位置付けられている。LEAP56では複合材の使用が増える事により10-15%燃費が向上する。ボーイング737RSとエアバスNSRへの搭載が想定される。CFMにとっての主な競合社は、インターナショナル・エアロ・エンジンズだが、同社に次世代エンジンの開発の動きは無く、IAEのメンバーであるロールス・ロイスとプラット&ホイットニーは、独自設計のエンジンをボーイング737RSとエアバスNSR向けに目下開発中である。
また、CFM社は次機種LEAP56とオープンローター型エンジンの開発を並行して進めるとしている。
CFMは、新型エンジンの研究開発に1995年-2010年に20億ドル投入する。
2008年、下半期には複合材製のファンケースとファンブレードを投入する。CFM-5Cのファン径は72インチで、Leap56と整合する事を視野に置く。地上テストで使用されたエンジンは、バードストライク対策として繊維方向が交差するように積層された。GEは、GE90-115Bsのファンブレードへの複合材の使用において良好な結果を得ている。小径のエンジンにおいても同様に良好な結果をもたらす事が期待される。
複合材製ブレードとファンケースへの衝撃試験は、フランスのスネクマの"Villaroche"の施設で実施される。オハイオ州 PeeblesのGEの施設では運用性、横風、音響試験を行う予定である。
圧縮機の段数を9段から8段に減らし、なおかつ、圧縮比を現行の11:1から15:1へ上げる予定である。
新型エンジンには新型の燃焼室"twin-annular pre-swirl combustor"（TAPS）技術を適用する。TAPSは既にGEnxに採用されている。
TAPS技術は、窒素酸化物の排出を従来機に比べ25%以上抑える。
オープンローターエンジンの高速、低速風洞試験は、NASAと共同でモスクワのTsAGIとフランスのHERAで行う。ブレードの可変ピッチ機構の開発は、大きな困難が予想される。低圧タービンで駆動される。現在20種類の案を調査中である。

## 比較表
バイパス比は5.1-6.6:1、圧縮比は32.6-38.8:1である。
| 形式         | 推力     | ファンの直径 | 全長  | 重量    | 搭載機                     |
| ------------ | -------- | ------------ | ----- | ------- | -------------------------- |
| CFM56-2A     | 107kN    | 1,73m        | 2,43m | 2,186kg | E-3, E-6                   |
| CFM56-2B1    | 97,9kN   | 1,73m        | 2,43m | 2,119kg | KC-135R/T, C-135FR, RC-135 |
| CFM56-2C1    | 97,9kN   | 1,73m        | 2,43m | 2,102kg | DC-8                       |
| CFM56-2C5    | 106,8kN  |              |       |         | DC-8                       |
| CFM56-3B1    | 82–89kN  | 1,53m        | 2,36m | 1,941kg | B737-300/500               |
| CFM56-3B2    | 89–98kN  | 1,53m        | 2,36m |         | B737-300/400               |
| CFM56-3B4    | 82kN     | 1,53m        | 2,36m |         | B737-500                   |
| CFM56-3C1    | 82–105kN | 1,53m        | 2,36m | 2,206kg | B737-300/400/500           |
| CFM56-5A1    | 111,2kN  | 1,74m        | 2,51m |         | A319, A320                 |
| CFM56-5A3    | 117,9kN  | 1,74m        | 2,51m |         | A320, A321                 |
| CFM56-5B1    | 133,5kN  | 1,74m        | 2,60m | 2,384kg | A320, A321                 |
| CFM56-5B2    | 137,9kN  | 1,74m        | 2,60m | 2,384kg | A321                       |
| CFM56-5B6    | 105kN    | 1,74m        | 2,60m | 2,378kg | A319                       |
| CFM56-5B8/B9 | 96/103kN | 1,74m        | 2,60m | 2,378kg | A318                       |
| CFM56-5C2    | 138,8kN  | 1,84m        | 2,62m | 2,572kg | A340                       |
| CFM56-5C3    | 144,6kN  | 1,84m        | 2,62m | 2,572kg | A340                       |
| CFM56-5C4    | 151,3kN  | 1,84m        | 2,62m | 2,572kg | A340                       |
| CFM56-7B18   | 87kN     | 1,54m        | 2,49m | 2,376kg | B737-600                   |
| CFM56-7B20   | 92kN     | 1,54m        | 2,49m | 2,376kg | B737-6/-7/-7IGW            |
| CFM56-7B22   | 101kN    | 1,54m        | 2,49m | 2,376kg | B737-6/-7/-7IGW            |
| CFM56-7B24   | 108kN    | 1,54m        | 2,49m | 2,376kg | B737-7/-8/-9/-7IGW         |
| CFM56-7B26   | 118kN    | 1,54m        | 2,49m | 2,376kg | B737-8/-9/-7 BBJ           |
| CFM56-7B27   | 122kN    | 1,54m        | 2,49m | 2,376kg | B737-800/900/900ER         |

## 運用実績
| 形式     | 搭載機           | 運用中の 搭載機数 | 運用中の エンジン台数 | 運用者数 | 累計飛行時間 | 累計周期    |
| -------- | ---------------- | ----------------- | --------------------- | -------- | ------------ | ----------- |
| CFM56-2A | E-3/KE-3/E-6     | 41                | 193                   | 4        | 1,699,068    | 675,442     |
| CFM56-2B | KC-135/RC-135    | 465               | 1,952                 | 4        | 10,396,285   | 4,558,681   |
| CFM56-2C | DC-8-70          | 105               | 524                   | 19       | 15,065,815   | 6,300,086   |
| CFM56-3  | B737-300/400/500 | 1,969             | 4,498                 | 188      | 148,275,327  | 106,275,559 |
| CFM56-5A | A319/A320        | 527               | 1,178                 | 47       | 30,404,162   | 18,552,610  |
| CFM56-5B | A319/A320/A321   | 952               | 2,006                 | 90       | 21,870,627   | 12,909,192  |
| CFM56-5C | A340             | 235               | 1,083                 | 40       | 31,083,084   | 4,789,887   |
| CFM56-7B | B737 NG          | 1,789             | 3,794                 | 152      | 44,157,229   | 23,018,435  |
| 計       | 計               | 6,083             | 15,228                | 544      | 302,951,597  | 177,079,892 |

## 搭載機
- エアバス A320 シリーズ
  - エアバスA318
- エアバスA340
- ボーイング 707-700 (試作機のみ)
- ボーイング737 クラシック
- ボーイング737 ネクストジェネレーション
- ボーイング ビジネスジェット
- ボーイング C-40 クリッパー
- ボーイング KC-135R ストラトタンカー
- ボーイング E-3D セントリー
- ボーイング E-6 マーキュリー
- ボーイング E-7 ウェッジテイル
- ボーイング P-8 ポセイドン
- ボーイング RC-135
- ダグラス DC-8 スーパー 70

## 仕様 (CFM56-7B18)
一般的特性
- 形式: 2軸式、高バイパスターボファン
- 全長: 98.7 in (2.5 m)
- 直径: 61 in (1.55 m) (ファン)
- 乾燥重量: 5,216 lb (2,366 kg) (乾燥時)

構成要素
- 圧縮機: ファン:単段、低圧圧縮機:3段、高圧圧縮機:9段
- 燃焼器: アニュラ型
- タービン: 高圧タービン:単段、低圧タービン:4段

性能
- 推力: 19,500 lbf (86.7 kN)
- 全圧縮比（英語版）: 32.8:1
- バイパス比: 5.5:1
- 空気流量: 677 lb/s (307 kg/s)
- 推力重量比: 3.7:1

出典: CFM インターナショナル